# NGC 4896
NGC 4896 é uma galáxia elíptica (E-S0) localizada na direcção da constelação de Coma Berenices. Possui uma declinação de +28° 20' 47" e uma ascensão recta de 13 horas, 00 minutos e 30,9 segundos.
A galáxia NGC 4896 foi descoberta em 12 de Maio de 1885 por Guillaume Bigourdan.